# Ribnjak
 Ovo je glavno značenje pojma Ribnjak. Za druga značenja pogledajte Ribnjak (razdvojba).
Ribnjak je poljoprivredno dobro u kojem se intenzivno uzgajaju ribe. Ribnjak može biti posebna iskopina u zemlji (jezero, kanal) ili poseban objekt sličan bazenu. Ribnjaci se moraju regulirati tako da mogu podržati život riba, tako što se redovito čiste, prozračuje voda, .. Ovo se može činiti prirodno tako što se ribnjak veže uz rijeku ili jezero, ili se vrši mehanički raznim strojevima. 